# Stanisław Rochowiak
Stanisław Rochowiak (ur. 3 listopada 1899 w Witkowie, zm. 8 maja 1942 w KL Auschwitz) – polski urzędnik, działacz robotniczy i sportowy.

## Życiorys
Urodził się 3 listopada 1899 roku w Witkowie (bądź w pobliskiej Kamionce). Ukończył 3 letnią Szkołę Oficerską Marynarki w Poznaniu. Po I wojnie światowej uczestniczył w powstaniu wielkopolskich (walczył w Poznaniu) i we wszystkich trzech powstaniach śląskich. Był także działaczem plebiscytowym.
Z wykształcenia był księgowym. Po 1922 roku pracował w Urzędzie Wojewódzkim Śląskim w Katowicach jako pracownik umysłowy.
W 1925 roku wstąpił do Polskiej Partii Socjalistycznej i rozpoczął organizację robotniczych klubów sportowych. 25 stycznia tego samego roku na zjeździe okręgowym Związku Strzeleckiego w Katowicach wybrano go do zarządu okręgowego. W 1926 roku wszedł do zarządu okręgu Górny Śląsk Stowarzyszenia Kulturalno-Oświatowego Młodzieży Robotniczej „Siła”. Był następnie przewodniczącym Śląskiego Robotniczego Sportowego Komitetu Okręgowego i wiceprzewodniczącym Związku Robotniczych Stowarzyszeń Sportowych. 
W latach 1929–1930 wchodził w skład komisji rewizyjnej Okręgowego Komitetu Robotniczego PPS. W 1934 roku został zastępcą członka zarządu Komitetu Okręgowego PPS na Górnym Śląsku, co w konsekwencji doprowadziło do jego zwolnienia z pracy przez wojewodę Michała Grażyńskiego.
Prowadził także aktywną działalność oświatową wśród robotników. W latach 1932–1939 był przewodniczącym okręgu katowickiego Towarzystwa Uniwersytetów Robotniczych.
W momencie wybuchu II wojny światowej przebywał na Zaolziu, skąd przeniósł się do Warszawy, gdzie wstąpił do wojska. Po klęsce Polski w kampanii wrześniowej pozostawał na terenie miasta, gdzie rozpoczął działalność konspiracyjną przeciwko Niemcom. Należał do organizacji podziemnej PPS w Warszawie. W 1941 roku na skutek denuncjacji został aresztowany przez Gestapo i osadzony w warszawskim więzieniu, a stamtąd wywieziono go do niemieckiego nazistowskiego obozu koncentracyjnego KL Auschwitz. Przybył do obozu 3 lutego 1942 roku – nadano mu numer 19914. Tam też zmarł 8 maja tego samego roku.

## Życie prywatne
Był synem rolnika Wojciecha i Agnieszki z d. Adamczyk.
W 1935 roku mieszkał przy późniejszej ulicy Staromiejskiej 14 w Katowicach.

## Upamiętnienie
- Ulica Stanisława Rochowiaka w Katowicach, na terenie dzielnicy Śródmieście[8][2].